# (33623) Kyraseevers
1999 JY68 (asteroide 33623) é um asteroide da cintura principal. Possui uma excentricidade de 0.14747030 e uma inclinação de 2.98488º.
Este asteroide foi descoberto no dia 12 de maio de 1999 por LINEAR em Socorro.